# Cannarìculi

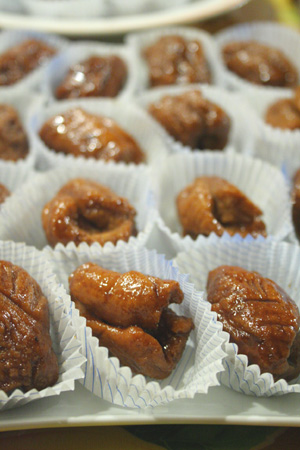
Cannarìcoli.

Los cannarìculi son dulces navideños lucanos y calabreses, llamados así en la zona del Alto Jónico pero que tienden a cambiar de nombre fuera de ella, permaneciendo no obstante su composición casi sin cambios. Se trata de ñoquis hechos de harina, aceite de oliva y vino caliente, amasados en un cesto de mimbre, que se fríen y se pasan por mosto en ebullición.
- Datos: Q3655393